# امیل گیومن
امیل گیومن (به فرانسوی: Émile Guillaumin) نویسنده قرن نوزدهم میلادی اهل فرانسه بود.